# Annibale Flori
Annibale Flori (Brescia, 13 maggio 1896 – Plezzo, 15 ottobre 1917) è stato un calciatore italiano, di ruolo attaccante.

## Carriera
Esordì diciassettenne nel Brescia il 1º dicembre 1912, a Milano, nella partita contro il Lambro, terminata 4-1 per i milanesi. Disputò solo il campionato di Promozione 1912-1913.
Perse la vita nella prima guerra mondiale, a causa delle ferite riportate in combattimento nella Conca di Plezzo. Fu decorato con la Medaglia d'argento al valor militare.